# Julien Bétan
Julien Bétan est un écrivain, essayiste et traducteur français. Il fut durant dix ans directeur littéraire pour la maison d'édition Les Moutons électriques. De 2013 à 2015, il a été rédacteur en chef de la nouvelle formule de la revue Fiction.
Il a été corécipiendaire du prix Imaginales 2018, dans la catégorie « prix spécial du jury », pour le roman Tout au milieu du monde.

## Publications

### Essais
- Les Nombreuses Morts de Jack l'Éventreur (avec André-François Ruaud), Les Moutons électriques, coll. Bibliothèque rouge, 2008.
- Zombies ! (avec Raphaël Colson), Les Moutons électriques, coll. Bibliothèque des miroirs, 2009.
- Alan Moore, tisser l'invisible (dir.), Les Moutons électriques, coll. Bibliothèque des miroirs, 2010 [2],[3].
- Extrême! Quand le cinéma dépasse les bornes, Les Moutons électriques, coll. Bibliothèque des miroirs, 2012 [4],[5].
- Zombies ! nouvelle édition augmentée (avec Raphaël Colson), coll. Bibliothèque des miroirs, 2013[6].
- Jack l'Éventreur, les morts (avec André-François Ruaud), Les Moutons électriques, coll. Bibliothèque rouge, 2014.

### Romans graphiques
- Tout au milieu du monde (avec Mathieu Rivero et Melchior Ascaride), Les Moutons électriques, coll. Bibliothèque voltaïque, 2017[7].
- Ce qui vient la nuit (avec Mathieu Rivero et Melchior Ascaride), Les Moutons électriques, coll. Bibliothèque voltaïque, 2019[8].

## Articles
- Zombies. Plus nombreux que les vivants seront les morts (première partie), dans Fiction tome 5, (avec Raphaël Colson) Les Moutons électriques, 2007.
- Zombies. Plus nombreux que les vivants seront les morts (deuxième partie), dans Fiction tome 6, (avec Raphaël Colson) Les Moutons électriques, 2007.

## Traductions

### Romans et recueils de nouvelles
- James E. Gunn & Jack Williamson, Le Pont sur les étoiles (roman), coll. Bibliothèque voltaïque, Les Moutons électriques, 2010.
- Karl Alexander (en), C'était demain (roman), Mnémos, 2011.
- Craig DiLouie, Infection (roman), Panini Books, 2013.
- Craig DiLouie, Infection, tome 2 : Champ de mort (roman), Panini Books, 2013.
- Bryan James, LZR-1143, tome 1 : Infection (roman), Panini Books, 2014.
- Bryan James, LZR-1143, tome 2 : Évolution (roman), Panini Books, 2014.
- Bryan James, LZR-1143, tome 3 : Rédemption (roman), Panini Books, 2014.
- Clark Ashton Smith, Zothique (recueil), Mnémos, 2017
- Clark Ashton Smith, Averoigne (recueil), Mnémos, 2018.
- Delilah S. Dawson, Phasma (roman), Pocket, 2018.
- Kevin Shinick, Le Collectionneur (roman), Pocket, 2019.
- Ursula Le Guin, La Vallée de l'éternel retour (avec  Isabelle Reinharez, compléments de l'édition augmentée), Mnémos, 2019.
- Lavie Tidhar, Aucune terre n'est promise (roman), Mu, 2021; Pocket, 2023.
- Claudia Gray, En pleines ténèbres (roman, avec Lucile Galliot), Pocket, 2021.
- Amal El-Mohtar et Max Gladstone, Les Oiseaux du temps, Mu, 2021; Le Livre de Poche, 2023.
- H. P. Lovecraft, Poésie (recueil), in Intégrale T.06, Mnémos, 2021; Mnémos 2023.
- Justina Ireland, Hors de l'ombre (roman), Pocket, 2022.
- Daniel José Older, Horizon funèbre (roman), Pocket, 2022.
- Tessa Gratton & Justina Ireland, La Voie de la duperie (roman), Pocket, 2023.
- Lavie Tidhar, Central Station (roman), Mnémos, 2024 [9].
- Cavan Scott, La Voie de la vengeance (roman), Pocket, 2024.
- Tessa Gratton & Justina Ireland, Braver la tempête (roman), Pocket, 2024.
- George Mann, Les Larmes des Sans-noms (roman), Pocket, 2025.
- Alexander Freed, Le Règne de l'Empire : Le Masque de la peur (roman), Pocket, 2025.
- Lavie Tidhar, Neom (roman), Mnémos, 2025.

### Littérature et albums jeunesse
- Star Wars - Le roman du film : Episode IX, L'Ascension de Skywalker (Traduction & adaptation), Bibliothèque verte, Hachette Jeunesse, 2020.
- Joe Schreiber, Star Wars - The Mandalorian 01 - L'Enfant, Bibliothèque Verte, Hachette Jeunesse, 2021.
- Justina Ireland, Star Wars - La Haute République 01 - Une épreuve de courage, Bibliothèque Verte, Hachette Jeunesse, 2021.
- Joe Schreiber, Star Wars - The Mandalorian 02 - La Traque, Bibliothèque Verte, Hachette Jeunesse, 2021.
- Joe Schreiber, Star Wars - The Mandalorian 03 - L'Affrontement, Bibliothèque Verte, Hachette Jeunesse, 2021.
- Daniel José Older, Star Wars - La Haute République 02 - La Tour des Trompe-la-mort, Bibliothèque Verte, Hachette Jeunesse, 2021.
- Star Wars - 12 Histoires de Jedi (Traduction & adaptation), Hachette Jeunesse, 2021.
- Hôtel Transylvanie 04 : Changements monstres - Le roman du film, Bibliothèque Rose, Hachette Jeunesse, 2021.
- Diana Peterfreund, Cluedo Trilogie XXL 01 - Dans le hall avec le poignard, Bibliothèque Verte, Hachette Jeunesse, 2021.
- Joe Schreiber, Star Wars - The Mandalorian 04 - La Quête, Bibliothèque Verte, Hachette Jeunesse, 2021.
- Joe Schreiber, Star Wars - The Mandalorian 05 - La Jedi, Bibliothèque Verte, Hachette Jeunesse, 2022.
- Joe Schreiber, Star Wars - The Mandalorian 06 - Le Captif, Bibliothèque Verte, Hachette Jeunesse, 2022.
- Justina Ireland, Star Wars - La Haute République 03 - Mission catastrophe, Bibliothèque Verte, Hachette Jeunesse, 2022.
- Dave Lewman, Jurassic World, Bibliothèque Verte, Hachette Jeunesse, 2022.
- Ronald L. Smith (en), Black Panther 01 - Le Jeune prince, Bibliothèque Verte, Hachette Jeunesse, 2022.
- Joe Schreiber, Star Wars - Le Livre de Boba Fett, Bibliothèque Verte, Hachette Jeunesse, 2023.
- Ronald L. Smith, Black Panther 02 - Ensorcelé, Bibliothèque Verte, Hachette Jeunesse, 2023.
- George Mann (en), Star Wars - La Haute République 04 - La Quête de la cité perdue, Bibliothèque Verte, Hachette Jeunesse, 2023.
- Joe Schreiber, Star Wars - The Mandalorian - Saison 3, Bibliothèque Verte, Hachette Jeunesse, 2024.
- Tessa Gratton, Star Wars - La Haute République 05 - La Quête de la planète X, Bibliothèque Verte, Hachette Jeunesse, 2024.
- Daniel José Older & Alyssa Wong, Star Wars - La Haute République 06 - Sauvetage sur Valo, Bibliothèque Verte, Hachette Jeunesse, 2025.
- Elizabeth Rudnick, Blanche Neige - Le Roman du film, Bibliothèque Rose, Hachette Jeunesse, 2025.
- David Lewman, Superman - Le préquel du film, Bibliothèque Verte, Hachette Jeunesse, 2025.

### Nouvelles
- Ted Chiang, Ce sur quoi il faudra compter, in Fiction T.7, Les Moutons électriques, 2008.
- Ted Chiang, Le Marchand et la Porte de l'alchimiste, in Fiction T.7, Les Moutons électriques, 2008.
- Elizabeth Hand, Dernier été à Mars Hill, in Fiction T.8, Les Moutons électriques, 2008.
- Richard Chwedyk (en), Dans le château en carton de Tibor, in Fiction T.10, Les Moutons électriques, 2009.
- Paolo Bacigalupi, Les Gens du sable et de la poussière, in Fiction T.12, Les Moutons électriques, 2011.
- Nnedi Okorafor, L'Araignée artiste, in Fiction T.12, Les Moutons électriques, 2011.
- Paolo Bacigalupi, Peuple de sable et de poussière, in La Fille flûte et autres fragments de futurs brisés, Au diable vauvert, 2014.
- H. P. Lovecraft, La Malédiction de Yig, in Intégrale T.06, Mnémos, 2021; Mnémos, 2023.
- H. P. Lovecraft, Le Tertre, in Intégrale T.06, Mnémos, 2021; Mnémos, 2023.
- H. P. Lovecraft, Les Boucles de Méduse, in Intégrale T.06, Mnémos, 2021; Mnémos, 2023.
- H. P. Lovecraft, Alfredo (pièce), in Intégrale T.06, Mnémos, 2021; Mnémos, 2023.

### Beaux livres
- Pablo Hidalgo (en), Star Wars : L'Ascension de Skywalker : Le Guide Visuel (avec Lucile Galliot et Axelle Demoulin), Hachette, 2019.
- Cole Horton, Chroniques des Jedi, Hachette Heroes, 2023.

### Essais
- Layne Dalfen (en), La Solution est dans vos rêves, Larousse, 2022.
- Lisa Sanders, Diagnostic, Larousse, 2023.
- Mary Claire Haver, The New Menopause, Larousse, 2025.

### Bandes dessinées
- Maya Devir (en) & Yehuda Devir (en), Jour après jour, Larousse, 2023.

### Jeux
- Lorenzo Silva, Hjalmar Hach, Le Dilemme du roi (avec Mathieu Rivero), Iello, 2020.
- Evan Derrick, Enquêtes à Los Angeles (avec Mathieu Rivero), La Boîte de Jeu et Van Ryder Games, 2021.

### Articles
- Elizabeth Hand, « John Crowley, le grand œuvre du temps", in Fiction T.6, Les Moutons électriques, 2007.
- Anthony Lioi, « La Cité radieuse », in Alan Moore, tisser l'invisible, Les Moutons électriques, coll. Bibliothèque des miroirs, 2010.

## Distinction
- Prix Imaginales 2018, catégorie « Prix spécial du jury », pour Tout au milieu du monde[10]